# Anna Apter
 (mars 2025).
Anna Apter est une actrice, réalisatrice et scénariste française.

## Biographie
Après la création de Gynophobie, diffusé en 2016 et primé, Anna Apter réalise en 2020 avec Cher Journal, une série produite par Kyan Khojandi.
En 2023, elle réalise /Imagine, un court-métrage sur la solitude et l'artificialité sur les réseaux sociaux. Elle a utilisé l'intelligence artificielle Midjourney pour y parvenir. Ce film lui a valu les prix de la mise en scène et de
la critique à la treizième édition du Nikon Film Festival.

## Filmographie

### Télévision
- 2017 : Ma première fois (court-métrage) : Sarah
- 2019 : Mystères à St-Jacut : Annie Lepennac
- 2020-2021 : Cher Journal sur Canal+ : Anna[2]
- 2021 : Replay
- 2021-2022 : Ça sera (peut-être) mieux après sur Canal+[3]
- 2022 : Encore vous ? sur Canal+ : l'androïde qui a des émotions
- 2024 : D'autres que moi
- 2025 : Bref. 2 sur Disney+ : Anna

### Cinéma
- 2023 : /Imagine[4]

Courts métrages
- 2016 : Gynophobie[5] réalisé par Anna Apter et Laura Felpin, prix du meilleur court-métrage au festival de Cannes[6]

### Internet
- 2017-2019 : vidéos de Golden Moustache